# Rantology
Albums de Ministry
Side Trax
(2004) Rio Grandé Blood
(2006)
Rantology est un album de compilation et de reprises du groupe Ministry sorti en 2005.

## Titres
1. No W Redux (4:14)
2. The Great Satan (3:13)
3. Wrong Update Mix (5:21)
4. N.W.O. Update Mix (5:06)
5. Stigmata Update Mix (5:09)
6. Waiting (5:02)
7. Warp City Alt Mix (4:01)
8. Jesus Built my Hotrod Update Mix (5:52)
9. Bad Blood Alternate Mix (5:25)
10. Animosity (4:36)
11. Unsung Alternate Mix (3:43)
12. Bloodlines (6:34)
13. Psalm 69 Live in Paris (5:03)
14. Thieves Live in Seattle (5:06)
15. The Fall Live in London (8:04)